# Alchemy: Dire Straits Live
Alchemy: Dire Straits Live là album thứ năm của ban nhạc rock Dire Straits đến từ Vương quốc Anh, phát hành vào năm 1984. Trong album này có những bài đang nổi tiếng của họ, nhưng hơi khác so với những bài đã phát hành từ trước mà được thu trong phòng thu âm và có thêm một chút ngẫu hứng khi biểu diễn. Album này là album hay nhất trong số các album thu trực tiếp ngoài trời.

## Danh sách các bài trong album
(các bài đều bởi Mark Knopflert)
1. "Once Upon a Time in the West" – 13:01
2. "Expresso Love" [CD only] – 5:45
3. "Romeo and Juliet" – 8:17
4. "Love Over Gold" – 3:27
5. "Private Investigations" – 7:34
6. "Sultans of Swing" – 10:54
7. "Two Young Lovers Intro: The Carousel Waltz" – 4:49
8. "Tunnel of Love" – 14:29
9. "Telegraph Road" – 13:37
10. "Solid Rock" – 6:01
11. "Going Home: Theme of the Local Hero" – 6:05

Mặc dù những bài này có trong album, nhưng chúng không phải là các bài hát đã được trình diễn trong một đêm. Album là một bộ sưu tập những phần trích từ LIVE show được thu âm ngay tại sân Hammersmith Odeon của London.

## Tham gia
Dire Straits
- Mark Knopfler - ghi ta, hát
- Alan Clark - keyboard
- John Illsley - ghi ta bass
- Hal Lindes - ghi ta
- Terry Williams - trống

Người tham gia thêm
- Mel Collins - saxophone
- Joop de Korte - bộ gõ
- Tommy Mandel - keyboard

## Sản xuất
- Nhà sản xuất: Mark Knopfler
- Kỹ thuật: Mike McKenna, Nigel Walker
- Hòa âm: Nigel Walker
- Trợ lý âm thanh: Jeremy Allom
- Nghệ thuật: Brett Whiteley

## Vị trí bình bầu trong các bảng xếp hạng
Album - Billboard (North America)
| Năm  | Bảng          | Vị trí |
| ---- | ------------- | ------ |
| 1984 | Billboard 200 | 46     |